# Виктор Куликов
Вѝктор Гео̀ргиевич Кулико̀в (на руски: Вѝктор Гео̀ргиевич Кулико̀в) е съветски и руски военен и държавен деец, Герой на Съветския съюз (1981), маршал на СССР (от 1977 г.).

## Биография
Виктор Георгиевич е роден на 5 юли 1921 година, в семейство на бедни селяни в село Верхняя Любовша (сега в Краснозоренския район на Орловска област). Служи в Червената армия е от 1939 година.
Завършва Гродненското военно-пехотно училище в 1941 година, офицерската Висша бронетанкова школа в 1947 година, Военната академия „М.В. Фрунзе“ в 1953 година и Военната академия на Генералния щаб в 1959 година.
Участва във Втората световна война – на Югозападния, Калининския, 1-ви Прибалтийски и 2-ри Беларуски фронтове, където заема различни командни длъжности в танковите части. От февруари 1943 до май 1945 година Куликов е заместник-началник и началник-щаб на отделна танкова бригада.
След войната е назначаван на различни постове във войсковите части.
От май 1967 година. Виктор Георгиевич е главнокомандващ на войските на Киевския военен окръг, от октомври 1969 година е главнокомандващ на Групата съветски войски в Германия, от септември 1971 до 1977 година. е началник на Генералния щаб на Въоръжените сили на СССР и първи заместник-министър на отбраната. В периода 1977 – 1989 година е първи заместник-министър на отбраната на СССР и главнокомандващ на Обединените въоръжени сили на държавите – участнички във Варшавския договор.
От 1989 до януари 1992 година е генерален инспектор към Министерството на отбраната на СССР.
През 1992 година Куликов е назначен за съветник на главнокомандващия на Обединените въоръжени сили на ОНД, а от септември същата година е съветник при Министерството на отбраната на Руската федерация.
Виктор Георгиевич е член на КПСС от 1942 година и член на ЦК на КПСС от 1971 година. Депутат във Върховния съвет на СССР на VII и VIII конгрес. Депутат на III конгрес на Държавната дума на Федералното събрание на Руската федерация (1999 – 2003), председател на комитета на Държавната дума по делата на ветераните.

## Награди

### Награди на СССР и Русия
- Орден „За заслуги пред Отечеството“ – II и III степен (получени съответно през 1996 и 2001 г.)
- Орден „За военни заслуги“
- Почетен орден (2006)
- Четири ордена „Ленин“ (1971, 1978, 1981 и 1988 г.)
- Три ордена „Червено знаме“ (1943, 1944, 1968)
- Три ордена „Отечествена война“ – I степен (1943, 1945 и 1985 г.)
- Орден „Червена звезда“ (1955 г.)
- Орден „За служба на Родината във Въоръжените сили на СССР“ – III степен (1975 г.)
- 19 медала, в това число:
  - Медал „За храброст“
  - Медал „За бойни заслуги“
  - Ленинска премия (1983 г.)

При оттеглянето си в пенсия е награден с поименно оръжие – пистолет (1992).

### Чуждестранни награди
- Орден „Сухе-Батор“ (Монголска народна република, 1981)
- Орден „За заслуги пред Отечеството“ – I степен (ГДР, 1981 г.)
- Орден „Звезда за дружбата на народите“ – I степен (ГДР, 1985 г.)
- Три ордена „Шарнхорст“ (ГДР, 1972, 1986 и 1987 г.)
- Орден „За служба на Народ и Родина“ – I степен (ГДР, 1970 г.)
- Орден „Георги Димитров“ (НРБ, 1984 г.)
- Орден „Народна република България“ – I степен (НРБ, 1974 г.)
- Орден „Възраждането на Полша“ – III клас (Полска народна република, 1973 г.)
- Орден „Унгарско знаме“ с елмази (Унгарска народна република, 1975 г.)
- Орден „Червена звезда“ (Унгарска народна република, 1985 г.)
- Орден „За воинска доблест“ – I степен (Социалистическа република Виетнам, 1983 г.)
- Орден „Победоносния февруари“ (Чехословашка социалистическа република, 1985 г.)
- Орден „За военни заслуги“ – I степен (Перу, 1972 г.)
- Орден „23 август“ – I степен (Социалистическа република Румъния, 1974 г.)
- Други: 6 медала на МНР, 5 медала на ГДР, 9 медала на НРБ, 3 медала и почетен знак на Полската народна република, медал на Социалистическа република Виетнам, 2 медала на република Куба (единият от които е най-високата награда на държавата – орденът „Плая Хирон“),[1] 4 медала на Чехословашката социалистическа република, 2 медала на Социалистическа република Румъния, по един медал на КНДР, Гана и САЩ.

Има 52 чуждестранни държавни награди.

## Военни звания
- 17 февруари 1951 г. – полковник
- 18 февруари 1958 г. – генерал-майор
- 16 юни 1965 г. – генерал-лейтенант
- 4 май 1967 г. – генерал-полковник
- 29 април 1970 г. – армейски генерал
- 14 януари 1977 г. – маршал на Съветския съюз